# 東京都道455号本郷赤羽線

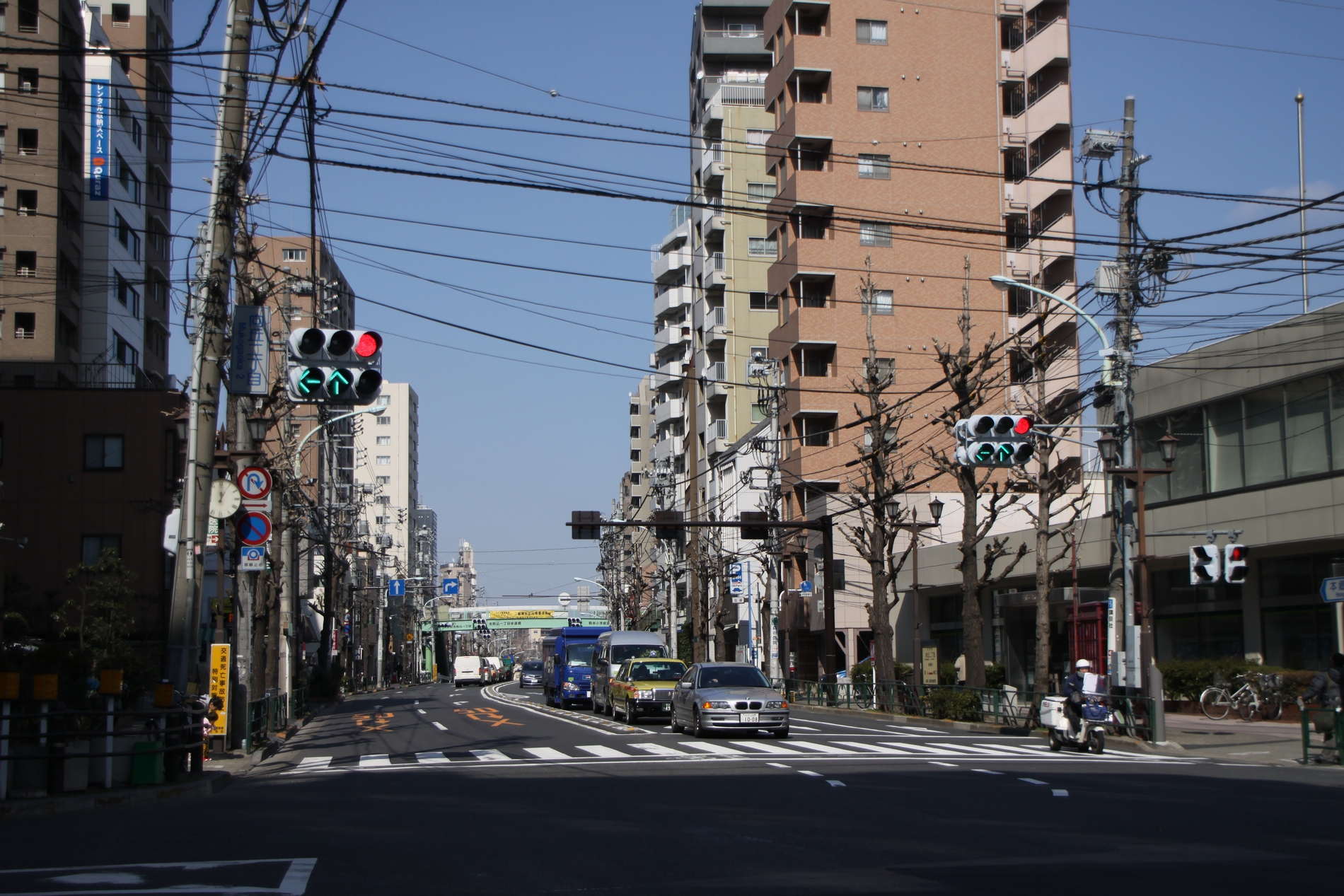
向丘2丁目交差点

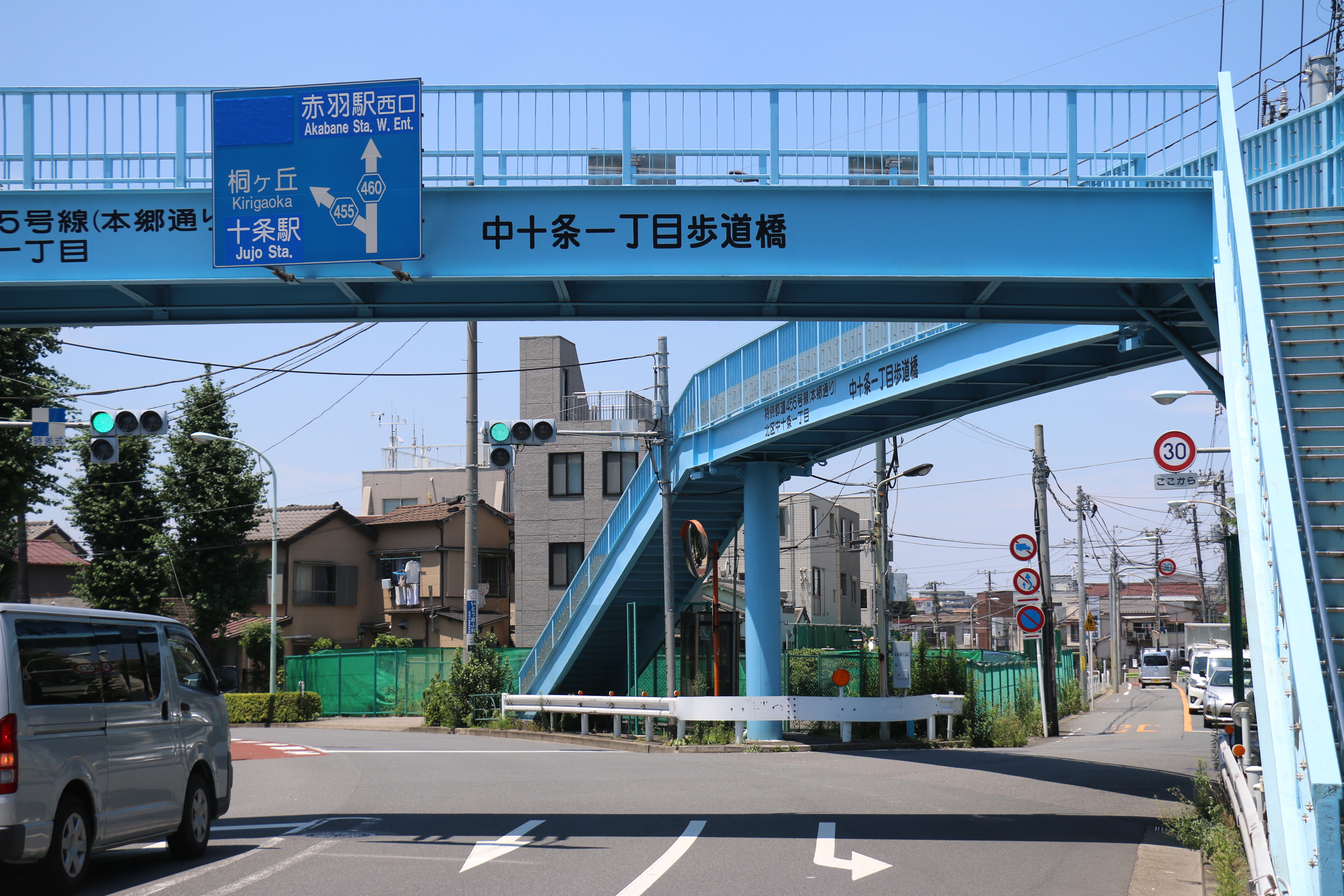
中十条1丁目交差点

東京都道455号本郷赤羽線（とうきょうとどう455ごう ほんごうあかばねせん）は、東京都文京区弥生から北区赤羽西に至る道路（特例都道）である。周辺には飛鳥山、音無川などがある。

## 通称
- 本郷通り：起点 - 飛鳥山交差点
- 明治通り：飛鳥山交差点 - 音無橋交差点
- 旧岩槻街道：音無橋交差点 - 中十条1丁目交差点
- ROUTE2020トレセン通り：上十条2丁目 - 西が丘サッカー場交差点[1]

## 起点・終点
本線
- 起点: 東京都文京区弥生1丁目（東京大学農学部前の交差点）
- 終点: 東京都北区赤羽西6丁目（善徳寺交差点）

支線
- 起点: 東京都北区中十条1丁目
- 終点: 東京都北区王子3丁目

総延長: 約9.33km

## 通過する自治体
本線
- 東京都
  - 文京区
  - 豊島区
  - 北区

支線
- 東京都
  - 北区

### 交差する主な道路
本線
| 交差する道路                                    | 交差点名    | 所在地 | 所在地 | 所在地 |
| ----------------------------------------------- | ----------- | ------ | ------ | ------ |
| 国道17号（本郷通り） 本郷・東京駅・日本橋方面   |             |        |        |        |
| 国道17号                                        |             | 文京区 | 弥生   |        |
| 東京都道452号神田白山線                         | 向丘2丁目   | 文京区 | 向丘   |        |
| 東京都道458号白山小台線                         | 本駒込1丁目 | 文京区 | 向丘   |        |
| 東京都道437号秋葉原雑司ヶ谷線（不忍通り）       | 上富士前    | 文京区 | 本駒込 |        |
| （田端高台通り）                                | 西ヶ原      | 北区   | 西ケ原 |        |
| 国道122号（明治通り） 東京都道305号芝新宿王子線 | 飛鳥山      | 北区   | 西ケ原 |        |
| 国道122号（明治通り）                           | 音無橋      | 北区   | 西ケ原 |        |
| 東京都道460号中十条赤羽線 支線                  | 中十条1丁目 | 北区   | 中十条 |        |
| 東京都道318号環状七号線（環七通り）             | 姥ヶ橋      | 北区   | 上十条 |        |
| 東京都道445号常盤台赤羽線                       | 善徳寺前    | 北区   | 赤羽西 |        |

支線
| 交差する道路                                        | 交差点名    | 所在地 | 所在地 | 所在地 |
| --------------------------------------------------- | ----------- | ------ | ------ | ------ |
| 東京都道460号中十条赤羽線 本線                      | 中十条1丁目 | 北区   | 中十条 |        |
| 国道122号（北本通り） 東京都道306号王子千住夢の島線 | 王子3丁目   | 北区   | 王子   |        |

## 重複区間
- 国道122号（明治通り）：飛鳥山交差点 - 音無橋交差点

## 接続する駅・路線
本線
- 東大前駅（東京メトロ南北線）
- 本駒込駅（東京メトロ南北線）
- 駒込駅（JR東日本山手線・東京メトロ南北線）
- 西ケ原駅（東京メトロ南北線）
- 飛鳥山停留場（都電荒川線）
- 十条駅（JR東日本埼京線（赤羽線））

## 橋梁
- 音無橋（音無川）

## 周辺の施設
本線
- 東京大学
- 文京区立文京第六中学校
- 文京学院大学 本郷キャンパス
- 向丘高等学校
- 文京区立駒本小学校
- 文京区立第九中学校
- 文京区立昭和小学校
- 六義園
- 女子栄養大学 駒込キャンパス
- 北区立滝野川小学校
- 旧古河庭園
- 滝野川消防署
- 北区立飛鳥中学校
- 滝野川公園
- 印刷局東京病院
- 西ヶ原病院
- 滝野川警察署
- 飛鳥山公園
- 順天山中学校・高等学校
- 北区役所
- 北区立王子第二小学校
- 名主の滝公園
- 北区立十条台小学校
- 陸上自衛隊十条駐屯地
- 岸病院
- 北区立王子第五小学校
- 北区立十条中学校
- 板橋区立加賀中学校
- ナショナルトレーニングセンター
- 東京都立赤羽北桜高等学校
- 北区立稲付中学校
- 赤羽自然観察公園

支線
- 北区立王子小学校
- 北区立王子桜中学校